# Into You
Into You е песен на американската певица Ариана Гранде, записана за третия ѝ студиен албум Dangerous Woman. Гранде пише песента с помощта на Саван Котеча, Александър Кронлунд и нейните продуценти Макс Мартин и Илия Салманцадех. Песента е издадена като втория сингъл от албума на 6 май 2016.